# Feynman's Lost Lecture: The Motion of Planets Around the Sun
Feynman's Lost Lecture: The  Motion of Planets Around the Sun è un libro di fisica che tratta del moto dei pianeti intorno al Sole,  basato su una lezione tenuta da Richard Feynman agli studenti del primo anno del California Institute of Technology, il 13 marzo 1964, nell'ambito dell'esperimento didattico che portò alla pubblicazione del corso di fisica intitolato The Feynman Lectures on Physics. 
L'esposizione didattica di questi contenuti era considerata una lezione "speciale" all'interno dell'intero progetto, ma non poté essere inclusa nell'edizione del corso di fisica a causa della perdita di parte dei materiali utilizzati dal docente. Poté essere pubblicata solo a distanza di oltre quarant'anni, nel 1996, a cura della casa editrice W. W. Norton & Company Inc. di New York, dopo un parziale recupero di materiali; il volume autonomo recava anche, in allegato, un compact-disc contenente la registrazione audio della lezione originale. Il libro è stato poi tradotto in varie lingue: la versione italiana, con traduzione di Paolo Cavallo, è stata pubblicata dall'editore Zanichelli nel 1997 all'interno della collana Le Ellissi, con il titolo di Il moto dei pianeti intorno al Sole. Una lezione inedita di Richard Feynman.

## Storia
Della lezione esisteva la sola registrazione audio, ma erano andate perdute le fotografie e gli appunti preparatori: per questo motivo non era stata inclusa nelle varie edizioni delle Feynman Lectures on Physics. Solo in seguito è stata ricostruita attraverso il ritrovamento di altre componenti essenziali, audio e cartacee, e convertita in un libro, grazie alle cure editoriali di David L. Goodstein, fisico del Caltech, e dell'archivista Judith R. Goodstein. 
I primi a essere ritrovati furono gli appunti preparati da Feynman a corredo della lezione. Mancavano, tuttavia, le fotografie della lavagna, senza le quali era impossibile ricostruire gli schemi e i diagrammi illustrativi disegnati durante l'esposizione, a cui faceva riferimento Feynman nel materiale audio. Si è riusciti a ovviare a tale lacuna solo in seguito, quando furono ritrovati alcuni appunti privati di Feynman che hanno reso possibile comprendere in maniera completa il quadro logico e argomentativo dispiegato dal docente durante l'esposizione in classe, e hanno permesso, in questo modo, di ricostruire i diagrammi mancanti.

## Contenuti

Animazione della costruzione dell'ellisse nella lezione di Feynman

La lezione, rivolta a un'audience composta da matricole del primo anno (freshman), è concepita da Feynman come una digressione che si muove al di fuori del percorso didattico del corso («soltanto per il piacere di farla, e per vostro divertimento»): servendosi di argomentazioni geometriche, lo scienziato voleva presentare una dimostrazione elementare della scoperta di Isaac Newton sul fatto che la prima delle leggi scoperte da Keplero (I pianeti orbitano su traiettorie ellittiche, di cui il Sole occupa uno dei fuochi) è una conseguenza necessaria delle altre due leggi di Keplero. Questa scoperta è considerata da Feynman come "la più straordinaria" di quelle dovute a Newton. 
La lezione è così strutturata:
- Introduzione storica al materiale.
- Panoramica su alcune proprietà geometriche dell'ellisse.
- Derivazione newtoniana della seconda legge di Keplero (legge sulla velocità areale costante: il raggio che unisce il pianeta al Sole descrive aree uguali in tempi uguali) per un pianeta mosso da una forza radiale diretta verso il Sole (non necessariamente di modulo variabile in proporzione inversa al quadrato della distanza).
- Dimostrazione di Feynman del fatto che variazioni uguali del modulo della velocità corrispondono a uguali variazioni nell'angolo descritto dal pianeta lungo l'orbita.
- Dimostrazione di Feynman, usando tecniche di Ugo Fano, che questi cambiamenti nella velocità implicano l'ellitticità dell'orbita.
- Discussione dell'esperimento sullo scattering  delle particelle alfa, con cui Ernest Rutherford scoprì l'esistenza del nucleo atomico.

Nella registrazione audio originale, ora incorporata nel compact-disc allegato all'edizione inglese del libro, sono presenti anche venti minuti durante i quali Feynman interloquisce con gli studenti che avevano assistito alla lezione, in una discussione informale fatta di domande e risposte alla lavagna.

## Edizioni
- Feynman's Lost Lecture: The Motion of Planets Around the Sun, W. W. Norton, New York, 1996. ISBN 978-0-393-03918-4
- Il moto dei pianeti intorno al Sole. Una lezione inedita di Richard Feynman, trad. di Paolo Cavallo, Zanichelli Editore, Bologna, 1997 ISBN 88-0-824-326-5